# Guillot-Gorju
Pour les articles homonymes, voir Guillot.
Bertrand Hardouin de Saint-Jacques, dit Guillot-Gorju, est un médecin et acteur français né à Paris le 31 août 1600 et mort à Paris, rue Montorgueil, le 5 juillet 1648.

## Biographie
Médecin, puis doyen de la Faculté de médecine, il est admis à l'hôtel de Bourgogne en 1634, où il joue les médecins et apothicaires burlesques. Successeur de Gros-Guillaume en 1635. En 1642, il quitte le théâtre pour exercer à nouveau la médecine.